# Eland Mk7
Eland – południowoafrykański lekki samochód pancerny.
RPA podpisała kontrakt z francuską firmą Panhard na dostawę samochodów pancernych Panhard AML. Z Francji zostało dostarczonych 100 sztuk, po czym w 1962 roku rozpoczęto lokalną produkcję tego pojazdu. Początkowo planowano produkcję 500 sztuk, z czasem zwiększono zamówienie do 1600.

## Warianty
- Eland 60
- Eland 90 – zmodyfikowana wersja samochodu pancernego AML H 90, zachowująca podwozie Panhard, uzbrojona w, zaprojektowaną przez Hispano-Suiza, wieżę z 90 mm działem Denel GT-2 (GIAT F1).

## Wykorzystanie w konfliktach zbrojnych
South African Defence Force używało pojazdów Eland podczas trwania południowoafrykańskiej wojny granicznej. Pojazdy okazały się bardzo skuteczne przeciwko lekko opancerzonym pojazdom i przestarzałym czołgom T-34/85 używanymi przez Kubańczyków i Ludowy Ruch Wyzwolenia Angoli. Pewna liczba Elandów 90 została sprzedana rządowi Rodezji w połowie lat 70. w celu zastąpienia Ferretów.
Eland był nazywany przez załogi z SADF, Noddy's Car.